# 星光部隊
星光部隊，又稱星光計畫，是台灣媒體提及在中華民國境內訓練的新加坡軍隊所使用的名稱，來自於訓練代號星光演習，臺灣與新加坡透過此計畫深化二國軍事交流，並成為星光部隊重要的訓練場域。1974年12月正式簽署合作協議至今，新加坡來臺灣受訓的特殊部隊，在臺灣為採義務役兩年制。

## 歷史
中華民國政府早年因國際孤立而渴望與新加坡政府建立關係，新加坡則急於避免在軍事訓練上完全依賴以色列政府，於1967年雙方經初步討論，中華民國提交建立空軍部隊計畫，新加坡則渴望在中華民國境內訓練新加坡共和國空軍飛行員和新加坡共和國海軍軍官，中華民國和新加坡建立聯繫後，中華民國空軍借調軍機飛行指導教官和技術人員，為了協助新加坡軍事不受制於人，中華民國當年還選派優秀將官到新加坡協助組建軍隊，例如新加坡第一任海軍司令邱永安、第一任空軍司令劉景泉，都是出身中華民國國軍。
1973年，新加坡總理李光耀接受國安局建議，到臺北和中華民國行政院院長蔣經國會面，持續推動兩國軍事交流。
1974年12月，李光耀第二次訪問中華民國時，提出新加坡因空間有限，希望在中華民國場地訓練新加坡武裝部隊一事。中華民國總統蔣中正對新加坡處境「表示同情」，允行答應。
1975年4月，李光耀與行政院院長蔣經國簽署了一項絕密的軍事交流與合作計畫，即「星光計畫」，但其實就是讓新加坡武裝部隊在「星光演習」的代號下到中華民國進行軍事訓練。
按照該計畫，新加坡組建了一支由步兵、砲兵、裝甲兵和突擊連所組成的「星光部隊」定期赴臺灣屏東恆春三軍聯訓基地、雲林斗六砲兵基地、新竹湖口裝甲兵基地進行訓練。當局只對星軍所消費的物資收費，其他分文不收。
受訓營區包括新竹湖口裝甲兵基地、屏東恒春三軍聯訓基地與雲林斗六砲兵基地等；其中三軍聯訓基地因鄰近墾丁，且不少民眾常在墾丁大街碰到剃光頭的新加坡士兵；新加坡士兵消費力驚人，頗受當地店家歡迎。星光部隊在中華民國雖低調、但不隱密，上述三個訓練基地附近鄉鎮民眾常可見到右駕軍車，高雄港13號碼頭有時也看得到新加坡海軍軍艦靠泊，海軍左營基地也有星國艦隊的蹤影。
星光部隊曾參與九二一地震、八八風災救災。歷次中華民國國軍漢光演習，星光部隊也多有參加。

## 规模
在2003年SARS以后，每年派驻三军联训基地的人数，从万人锐减为3千人左右。
除了與臺灣租借訓練基地外，新加坡與不少國家簽約，使用海外訓練基地，如澳洲的Pearce、Oakey、Tamworth基地，美國路克空軍基地、Mountain Home、Silverbell基地，法國Cazaux基地。每年約9-11月時，新加坡部隊於澳洲舉行大規模聯合演訓（Exercise Wallaby）。

## 伤亡
| 日期           | 伤亡      | 缘由 |
| -------------- | --------- | --- |
| 1987年6月19日  | 2傷       | 星光部隊兩士兵麥福全、雍永新，在新竹站換火車頭接駁時被高壓電灼傷。 |
| 1989年4月18日  | 4傷       | 星光部隊由大林出發在南投彰南路撞上民房，出車禍國軍士官李永賀駕車和隨車的新加坡籍軍官蕭家賢、士兵張裕傑、王聯生均受輕傷。 |
| 1992年10月24日 | 7傷       | 一輛滿載來台受訓新加坡軍人的雙層遊覽車駛經桃園縣平鎮市茶葉改良場急彎陡坡翻覆。 |
| 1994年4月16日  | 死傷共5人 | 一架美洲豹運兵直升機清晨4時30分在彰化田中陸軍砲兵基地實施演訓時墜毀。 |
| 1996年6月2日   | 2死1傷    | 星光部隊南化演習軍車墜山谷。 |
| 1998年2月7日   | 1死2傷    | 星光部隊軍車在斗六山區翻落造成（有關保坑大將軍）。 |
| 2002年5月13日  | 19傷      | 星光部隊從高雄縣田寮鄉中寮山區山訓結束後搭乘軍車下山車禍。 |
| 2007年5月11日  | 2死9傷    | 遭中華民國空軍F-5F戰機失事波及。 |
| 2019年12月18日 | 1傷       | 1名士兵2019年12月18日晚間在台執行傘訓，任務時頸椎受傷，神經系統損傷、四肢無力，經過第二次手術後，已局部恢復部分活動機能。新加坡軍方評估該名士兵傷勢穩定，決定在2020年1月16日出動A330-200MRTT自小港機場將該名士兵送回新加坡。 |

## 2016年香港扣留裝甲車風波
2016年11月23日下午，香港海關在香港葵青貨櫃碼頭例行搜查期間，發現共9輛未經申報的裝甲車，以涉嫌走私軍火予以扣查（《香港法例》第60章《進出口條例》第6A條）。裝載裝甲車的貨櫃，屬於一艘來自臺灣高雄的貨船，貨櫃目的地為新加坡。懸掛之軍用車牌為國軍制式，中華民國國防部事後發佈消息，指該批“裝甲車屬新加坡陸軍的AV-81八輪甲車，隨新加坡星光部隊在台灣完成訓練後返回新加坡”。
新加坡國防部聲明承認有9輛裝甲車被香港政府扣查，并補充“當中沒有彈藥”、期望“盡快運返新加坡”。由於香港的外交和國防權利全屬中華人民共和國中央人民政府，香港無權自行處理且加上中華人民共和國和中華民國的緊張關係令人關注事件會否進一步複雜化。
2017年1月24日，香港海關、新加坡政府同時宣佈，香港已同意歸還所有車輛。1月30日，所有車輛以貨輪方式運返新加坡，至於運送裝甲車的航運公司的職員及船長則被香港海關在2017年3月檢控及起訴。

## 外部連結
- . 自由電子報. 2005-03-10  [2010-12-31]. （原始内容存档于2011-03-05） （中文（臺灣））.
- . 自由電子報. 2005-03-10  [2010-12-31]. （原始内容存档于2011-03-05） （中文（臺灣））.
- . 中央社. 2015-03-23  [2015-03-23]. （原始内容存档于2021-02-07） （中文（臺灣））.